# A Den of Thieves
A Den of Thieves è un cortometraggio muto del 1904 diretto da Lewin Fitzhamon.

## Trama
In treno, un imbroglione usa una cameriera per fingersi un ecclesiastico e derubarne il padrone. La polizia lo insegue e lo colpisce durante una sparatoria.

## Produzione
Il film fu prodotto dalla Hepworth.

## Distribuzione
Distribuito dalla Hepworth, il film - un cortometraggio della lunghezza di 130 metri - uscì nelle sale cinematografiche britanniche nell'ottobre 1904.
Non si hanno altre notizie del film che si ritiene perduto, forse distrutto nel 1924 quando il produttore Cecil Hepworth, ormai fallito, cercò di recuperare l'argento del nitrato fondendo le pellicole.